# Bacil de Calmette-Guérin
El bacil de Calmette-Guérin (Bacillus Calmette-Guérin, BCG) és una vacuna contra la tuberculosi que es prepara a partir d'una versió viva però atenuada del bacil de la tuberculosi bovina, Mycobacterium bovis, que ha perdut la seva virulència en els humans després d'haver estat cultivat especialment en un medi artificial durant anys. Tanmateix, els bacils han conservat prou antigenicitat com per ser una vacuna més o menys efectiva en la prevenció de la tuberculosi humana.
Les taxes de protecció contra la infecció per tuberculosi varien àmpliament i la protecció dura fins a 20 anys. Entre els nens, evita que un 20% s'infecti i entre els que sí s'infecten, protegeix la meitat de desenvolupar la malaltia. La vacuna s'administra per injecció a la pell. No hi ha proves que demostrin que les dosis addicionals siguin beneficioses.
La vacuna contra la tuberculosi genera una immunitat que funciona per a més malalties. En diuen immunitat entrenada, perquè aconsegueix que els anticossos no només actuïn contra el patogen específic pel qual està pensada la vacuna. La resposta que genera la vacunació antituberculosa és poc específica però val per a qualsevol virus que entri a l'organisme. Actualment hi ha diversos assatjos en curs que intenten comprovar si és útil per la COVID-19, però l'OMS no la recomana per la prevenció de la COVID-19.